# 怒り (小説)
『怒り』（いかり）は、吉田修一の小説である。
2016年9月に監督李相日、主演渡辺謙で映画化された。

## 概要
『読売新聞』朝刊に2012年10月29日から2013年10月19日まで連載された後、加筆修正され2014年1月25日に上・下編の二部構成で中央公論新社から同日発売された。執筆のきっかけとなったのはリンゼイ・アン・ホーカー殺害事件である。

## あらすじ
八王子郊外で若い夫婦が自宅で惨殺され、犯人は逃走した。1年後、房総、東京、沖縄に身元不明の3人の男がそれぞれ現れ、訝られながらも次第に周囲に受け入れられ、それなりの人間関係が作られていく。ある日、警察が八王子事件の犯人の整形手術後のモンタージュ写真をテレビ番組で公表したのをきっかけに、それぞれの人間関係に揺らぎが生まれはじめる。

## 映画
監督・脚本は李相日、主演は渡辺謙で2016年9月17日に公開。李が吉田修一の作品を映画化するのは、興行収入19億円超のヒット作となった『悪人』に続き2度目。『許されざる者』以来のタッグとなる主演の渡辺謙をはじめ、『悪人』で主演を務めた妻夫木聡や三浦貴大、松山ケンイチ、宮崎あおいやオーディションで選ばれた広瀬すず、新人の佐久本宝などが出演している。
第41回トロント国際映画祭スペシャルプレゼンテーション部門、第64回サンセバスチャン国際映画祭コンペティション部門出品作品。

### キャスト
- 千葉編
  - 槙 洋平 - 渡辺謙[7]
  - 槙 愛子 - 宮崎あおい[7]
  - 田代 哲也 - 松山ケンイチ[7]
  - 明日香 - 池脇千鶴[7]
  - 樽本 - 田中隆三[8]
  - 大吾 - 笹岡サスケ[9]
  - オーナー - 有福正志[10]
- 東京編
  - 藤田 優馬 - 妻夫木聡[7]
  - 大西 直人 - 綾野剛[7]
  - 藤田 貴子 - 原日出子[7]
  - 薫 - 高畑充希[7]
  - 克弘 - 日向寺雅人[11]
  - 大貴 - 海老澤健次[12]
  - アキラ - 美洋煌[13]
- 沖縄編
  - 田中 信吾 - 森山未來[7]
  - 小宮山 泉 - 広瀬すず[7]
  - 知念 辰哉 - 佐久本宝[7]
  - 泉の母親  - 粟田麗[14]
  - 辰哉の父  - 高宮城実人
  - 辰哉の母  - 犬養憲子[15]
  - 米兵  - マイキー、ボビー・ジュード[16]
  - 母と娘（児童公園の近くに住む）  - 亀山愛、亀山百伽[17]
- その他
  - 南條 邦久 - ピエール瀧[7]
  - 北見 壮介 - 三浦貴大[7]
  - 早川 - 水澤紳吾[18]
  - 司会者  - 赤江珠緒[19]
  - 尾木 里佳子  - 須藤温子[19]
  - 尾木 幸則  - 大谷幸広[20]
  - 第4の山神  - 青柳尊哉[21]
  - 刑事  - カン・ソンヒョ[22]
  - キャスター  - 片野晴道[23]
  - アナウンサー  - 山口真孝[24]

### スタッフ
- 原作 - 吉田修一『怒り』（中央公論新社刊）
- 監督・脚本 - 李相日
- 音楽 - 坂本龍一[25]
- 主題曲 - 坂本龍一 feat.2CELLOS[25]
- 劇中歌 - 池内ヨシカツ
- 製作 - 市川南
- 共同製作 - 中村理一郎、弓矢政法、川村龍夫、髙橋誠、松田陽三、吉村治、吉川英作、水野道訓、荒波修、井戸義郎
- エグゼクティブ・プロデューサー - 山内章弘
- 企画・プロデュース - 川村元気
- プロデューサー - 臼井真之介
- ラインプロデューサー - 鈴木嘉弘
- プロダクション統括 - 佐藤毅
- 撮影 - 笠松則通
- 照明 - 中村裕樹
- 録音 - 白取貢
- 美術 - 都築雄二、坂原文子
- 編集 - 今井剛
- 衣装デザイン - 小川久美子
- ヘアメイク - 豊川京子
- サウンドエフェクト - 北田雅也
- スクリプター - 杉本友美
- キャスティング - 田端利江
- 助監督 - 竹田正明
- 音楽プロデューサー - 杉田寿宏
- 配給 - 東宝
- 製作プロダクション - 東宝映画
- 制作協力 - ドラゴンフライ
- 製作 - 「怒り」製作委員会（東宝、電通、ジェイアール東日本企画、ケイダッシュ、KDDI、読売新聞社、中央公論新社、日本出版販売、ソニー・ミュージックエンタテインメント、GYAO、中日新聞社）

### 封切り
全国324スクリーンで公開され、2016年9月17日・18日の初日2日間で興収2億3300万円、動員17万人になり、映画観客動員ランキング（興行通信社調べ）で初登場第3位となった。

## 受賞歴
映画
- 第40回山路ふみ子映画賞（2016年）[27]
  - 山路ふみ子映画賞
  - 山路ふみ子女優賞：宮崎あおい
- 第41回報知映画賞（2016年）[28]
  - 監督賞：李相日
  - 助演男優賞：綾野剛（『怒り』『リップヴァンウィンクルの花嫁』『64-ロクヨン- 前編/後編』）
- 第29回日刊スポーツ映画大賞・石原裕次郎賞
  - 助演男優賞：妻夫木聡（『怒り』『ミュージアム』）
  - 助演女優賞：宮崎あおい（『怒り』『バースデーカード』）
- 第90回キネマ旬報ベスト・テン（2017年）[29]
  - 日本映画ベスト・テン 第10位
- 第40回日本アカデミー賞[30]
  - 最優秀助演男優賞：妻夫木聡
  - 優秀作品賞
  - 優秀監督賞：李相日
  - 優秀脚本賞：李相日
  - 優秀主演女優賞：宮崎あおい
  - 優秀助演男優賞：森山未來
  - 優秀助演女優賞：広瀬すず
  - 新人俳優賞：佐久本宝
  - 優秀撮影賞：笠松則通
  - 優秀照明賞：中村裕樹
  - 優秀美術賞：都築雄二、坂原文子
  - 優秀録音賞：白取貢
  - 優秀編集賞：今井剛
- 第26回東京スポーツ映画大賞
  - 助演男優賞：綾野剛
  - 助演女優賞：広瀬すず
- 第48回照明技術賞[31]
  - 映画部門 優秀照明賞：中村裕樹

## 関連作品
- 小説『怒り』と映画『怒り』 吉田修一の世界（2016年7月21日、中央公論新社、著：吉田修一 ほか ）[32]